# Moradebrichthys
Moradebrichthys è un genere estinto di pesci ossei appartenente agli Actinopterygii, vissuto durante il Triassico medio (tardo Ladinico) nei territori dell’odierna Catalogna, nella Penisola Iberica nord-orientale. L'unica specie nota è Moradebrichthys vilasecae.

## Descrizione
Moradebrichthys vilasecae era caratterizzato dalla presenza di nasali appaiati, osso rostrale, sospensorio verticale, assenza di interopercolo, mancanza di coronoide nella mandibola, presenza di fulcri basali e marginali di varia estensione sulle pinne, e una pinna caudale quasi simmetrica dotata di raggi epassiali.
Tra i caratteri distintivi che lo separano dai perleididi vi sono un grande infraorbitale-2 a forma di mezzaluna, un infraorbitale-1 allungato, un preopercolo stretto e verticale con un processo mascellare anteriore prominente e appuntito, un dentario ricoperto da creste disposte orizzontalmente, un opercolo molto sviluppato rispetto a un subopercolo decisamente più piccolo e un'elevata ramificazione dei raggi (lepidotrichi) nella pinna caudale.

## Classificazione
I fossili di Moradebrichthys sono stati rinvenuti nella località di Móra d'Ebre-Camposines, in Catalogna, e consistono in diversi esemplari articolati, completi e ben conservati. La formazione geologica che ha restituito questi resti risale al tardo Ladinico (fine del Triassico medio), e i fossili sono stati descritti per la prima volta nel 2019.
Il genere è stato inizialmente assegnato alla famiglia Perleididae, sulla base di analogie morfologiche con altri generi come Perleidus, Peltoperleidus, Aetheodontus e Meridensia, noti dal Triassico medio dell’Europa centrale. Tuttavia, uno studio filogenetico successivo ha indicato che Moradebrichthys potrebbe occupare una posizione basale all’interno della famiglia Thoracopteridae, come gruppo fratello di Wushaichthys e dei taxa più derivati di questo clado.
Tra le sinapomorfie condivise con i Thoracopteridae si segnalano l’espansione laterale dei frontali, la fusione del parietale con il dermopterotico e il contatto tra posttemporale ed extrascapolare, che isola quest’ultimo dal contatto con il suo omologo controlaterale.